# Tour of Ukraine
Die Tour of Ukraine war ein ukrainisches Etappenrennen im Straßenradsport und wurde 2016 und 2017 in der Oblast Kiew ausgetragen. Es war bei jeder Austragung Teil der UCI Europe Tour in Kategorie 2.2.

## Sieger
| Jahr | Sieger         | Zweiter          | Dritter        |
| ---- | -------------- | ---------------- | -------------- |
| 2016 | Serhij Lahkuti | Witalij Buz      | Nikita Stalnow |
| 2017 | Witalij Buz    | Andrij Wassyljuk | Serhij Lahkuti |